# Micrathena banksi
Micrathena banksi är en spindelart som beskrevs av Levi 1985. Micrathena banksi ingår i släktet Micrathena och familjen hjulspindlar.
Artens utbredningsområde är Kuba. Inga underarter finns listade i Catalogue of Life.